# Liste der Monuments historiques in La Maxe
Die Liste der Monuments historiques in La Maxe führt die Monuments historiques in der französischen Gemeinde La Maxe auf.

## Liste der Bauwerke
| Bezeichnung                           | Beschreibung                                                                      | Standort                 | Kennzeichnung | Schutzstatus | Datum | Bild |
| ------------------------------------- | --------------------------------------------------------------------------------- | ------------------------ | ------------- | ------------ | ----- | ---- |
| Archäologische Fundstelle von La Maxe | Geländeerhebung mit Siedlungsfunden von der Jungsteinzeit bis zum Hochmittelalter | östlich des Ortes (Lage) | PA57000016    | Inscrit      | 1998  |      |

## Liste der Objekte
| Bezeichnung             | Beschreibung                                  | Standort                        | Kennzeichnung | Schutzstatus | Datum | Bild |
| ----------------------- | --------------------------------------------- | ------------------------------- | ------------- | ------------ | ----- | ---- |
| Skulptur Maria lactans  | Kalkstein, zweite Hälfte des 15. Jahrhunderts | in der Kirche St-Baudier (Lage) | PM57000138    | Classé       | 1984  |      |
| Skulptur einer Heiligen | Kalkstein, zweite Hälfte des 15. Jahrhunderts | in der Kirche St-Baudier (Lage) | PM57000139    | Classé       | 1984  |      |